# Ophioparma
Ophioparma Norman (szkarłatek) – rodzaj grzybów z rodziny Ophioparmaceae. Ze względu na współżycie z glonami zaliczany jest do grupy porostów.

## Systematyka i nazewnictwo
Pozycja w klasyfikacji według Index Fungorum: Ophioparmaceae, Incertae sedis, Lecanoromycetidae, Lecanoromycetes, Pezizomycotina, Ascomycota, Fungi.
Synonimy nazwy naukowej: Haematommatomyces Cif. & Tomas., Ophioparma Norman.
Nazwa polska według W. Fałtynowicza.

## Gatunki
- Ophioparma araucariae (Follmann) Kalb & Staiger 1995[4]
- Ophioparma handelii (Zahlbr.) Printzen & Rambold 1996[4]
- Ophioparma herrei (Zahlbr.) Kalb & Staiger 1995[4]
- Ophioparma junipericola I. Martínez & Aragón 2003[4]
- Ophioparma lapponica (Räsänen) Hafellner & R.W. Rogers 1988
- Ophioparma pseudohandelii (Asahina) Printzen & Rambold 1996[4]
- Ophioparma rubricosa (Müll. Arg.) S. Ekman 1996[4]
- Ophioparma ventosa (L.) Norman 1852 – szkarłatek właściwy, krwawiec właściwy

Nazwy naukowe na podstawie Index Fungorum.  Nazwy polskie według W. Fałtynowicza.